# Team6 Game Studios
是一家總部位於荷蘭阿森的私營電子遊戲開發公司。公司成立於2001年，起初以幾種不同的公司名義開發遊戲，創始人直到2003年將其更改為現在的名稱。該公司由董事羅尼·內利斯（Ronnie Nelis）領導，擁有約四十名左右員工。
的遊戲已橫跨多種平台，包括PC、Steam、Xbox 360、Xbox One、PlayStation 3、PlayStation 4、Android、Prime Gaming、iOS、Oculus、HTC Vive、Nintendo Wii、Nintendo 3DS和Nintendo Switch。雖然類型多為賽車遊戲，但也結合了射擊、動作等類型；著名作品為差評如潮的《橫衝直撞3：毀天滅地》，足以被稱之為最糟糕遊戲。Metacritic將該公司的《路怒》評為2017年第二差的遊戲，《酷飆計程車》則被列為2021年第四差的遊戲。2016年以來，決定全面專注於手機遊戲和主機遊戲，甚至涉足運動遊戲以及VR遊戲。

## 外部連結
- 官方网站